# 55-та армія (СРСР)
П'ятдеся́т п'ята а́рмія (55 А) — загальновійськова армія у складі Збройних сил СРСР під час німецько-радянської війни з 1 вересня 1941 по 25 грудня 1943 року.

## Командування
- Командувачі:
  - генерал-майор танкових військ Лазарев І. Г. (вересень — листопад 1941);
  - генерал-майор артилерії, з серпня 1943 генерал-лейтенант — Свиридов В. П. (листопад 1941 — грудень 1943)